# Songnen-Ebene
Die Songnen-Ebene oder Song-Nen-Ebene (Song-Nen pingyuan 松嫩平原) ist eine Ebene der Flüsse Songhua Jiang (Sungari) und Nen Jiang im Südwesten der chinesischen Provinz Heilongjiang und Nordwesten der Provinz Jilin. 